# Robert Birkenshaw
Robert Birkenshaw (também Bekensall e Bekensaw) D.D. (falecido em 1526) foi um cónego de Windsor de 1512 a 1525.

## Carreira
Ele foi nomeado:
- Presidente do Queen's College, Cambridge 1508 - 1519
- Reitor de Revesby, Lincolnshire até 1505
- Vigário de Croxton 1505
- Reitor da Igreja de São Miguel Arcanjo, Chagford, Devon 1510
- Reitor de Bradwell-super-Mare, Essex 1512
- Tesoureiro de Lincoln 1513
- Capelão e Esmoler de Catarina de Aragão
- Decano de Stoke-by-Clare 1517
- Prebendário de Lincoln 1523

Ele foi nomeado para a primeira bancadada Capela de São Jorge, no Castelo de Windsor, em 1512, e manteve a posição até 1525.